# Cubul Soma
Cubul Soma este un joc mecanic tridimensional de tip puzzle, inventat de Piet Hein în 1933 în timpul unei conferințe despre mecanica cuantică ținută de Werner Heisenberg. Se presupune că numele său ar proveni de la drogul fictiv soma consumat de distracție la stabilimentul din romanul distopic Brave New World (în română Minunata lume nouă de Aldous Huxley.
Jocul este format din șapte piese formate din cuburi de aceeași dimensiune, care trebuie asamblate într-un cub 3 × 3 × 3. Piesele pot fi, de asemenea, folosite pentru a realiza o varietate de alte forme tridimensionale,, motiv pentru care este considerat un analog la nivel tridimensional cu jocul tangram.
Piesele cubului Soma sunt formate din toate combinațiile posibile din trei sau patru cuburi unitare, lipite pe fețele lor, astfel încât să se formeze cel puțin un colț interior (să fie neregulate). Există o singură combinație de trei cuburi și șase combinații de câte patru cuburi care îndeplinesc această condiție, dintre care două sunt imagini în oglindă (vezi chiralitate). Astfel, 3 + (6 × 4) este 27, care este exact numărul de celule dintr-un cub 3 × 3 × 3.
În septembrie 1958 John Horton Conway a analizat în detaliu Cubul Soma prezentat în rubrica Mathematical Games column (în română [rubrica de] Jocuri matematice) din Scientific American, iar cartea sa, Winning Ways for your Mathematical Plays (în română Căi de câștig în jocurile matematice) conține și ea o analiză detaliată a problemei cubului Soma.
Există 240 de soluții distincte ale cubului Soma, excluzând rotațiile și reflexiile: acestea sunt ușor de generat cu un program simplu de calculator prin căutare înapoi recursivă similar cu cel folosit la problema damelor. Recordul mondial actual pentru cel mai rapid timp pentru a rezolva un cub soma este de 2,93 secunde și a fost stabilit de Krishnam Raju Gadiraju, din India.

## Piesele
Cele șapte piese Soma sunt șase policuburi de ordinul patru și unul de ordinul trei:
|  | Piesa 1, sau "V". |
|  | Piesa 2, sau "L": un șir de trei cuburi de care este lipit unul la stânga dedesubt.                                  |
|  | Piesa 3, sau "T": un șir de trei cuburi de care este lipit unul la mijloc dedesubt.                                  |
|  | Piesa 4, sau "Z": trei cuburi plasate în unghi plus un cub plasat la capăt, spre exterior.                           |
|  | Piesa 5, sau "A": trei cuburi plasate în unghi plus un cub plasat lateral la capăt. Chirală cu B.                    |
|  | Piesa 6, sau "B": trei cuburi plasate în unghi plus un cub plasat lateral la capăt, pe cealaltă parte. Chirală cu A. |
|  | Piesa 7, sau "P": trei cuburi plasate în unghi plus un cub plasat lateral pe colț. Datorită simetriei nu are chiral. |

## Soluții

Una dintre modalitățile posibile de asamblare a cubului Soma

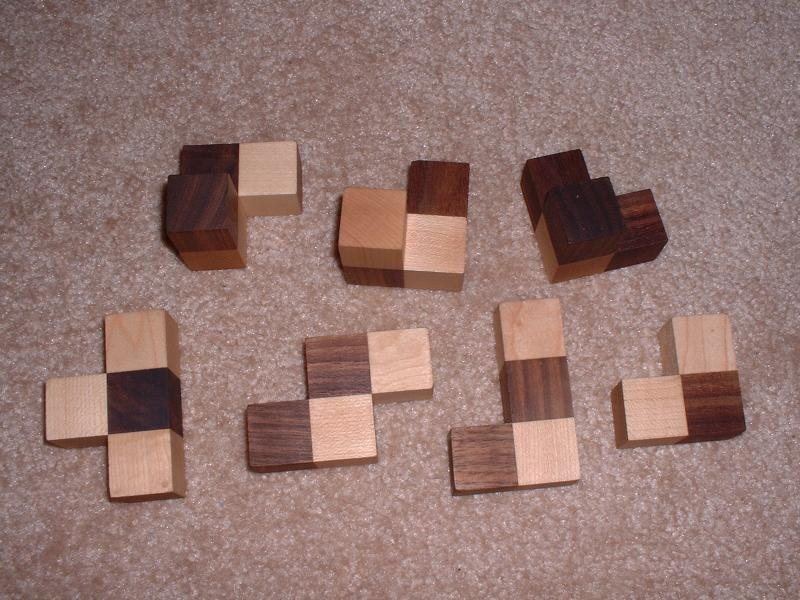
O variantă mai ușoară a jocului, în care cuburile alăturate au culori diferite

Rezolvarea cubului Soma a fost folosită ca metodă de măsurare a performanței și efortului indivizilor într-o serie de experimente de psihologie. În aceste experimente, subiecților testați li s-a cerut să rezolve un cub Soma de câte ori este posibil într-o anumită perioadă de timp. De exemplu, în 1969, Edward Deci, un asistent absolvent al Universității Carnegie Mellon la acea vreme, În lucrarea sa de disertație privind motivațiile intrinseci și extrinseci privind teoria aglomerării motivaționale din psihologiei sociale a cerut subiecților săi să rezolve un cub Soma în condiții de diverse stimulente.
În fiecare dintre cele 240 de soluții la puzzle-ul cubului, există un singur loc în care poate fi plasată piesa T. Fiecare cub rezolvat poate fi rotit astfel încât piesa T să fie jos, cu latura sa lungă de-a lungul muchiei cubului și cu „limba” T în cubul central de jos (aceasta este poziția normalizată a cubului mare). Acest lucru poate fi demonstrat în modul următor: dacă se iau în considerare toate modalitățile posibile în care piesa T poate fi plasată în cubul mare (fără a lua în considerare niciuna dintre celelalte piese), se va vedea că va umple întotdeauna fie cele două colțuri ale cubului mare, fie niciun colț. Nu există nicio modalitate de a orienta piesa T astfel încât să umple doar un singur colț al cubului mare. Piesa L poate fi orientată astfel încât să umple două colțuri, un colț sau niciun colț. Fiecare dintre celelalte cinci piese nu are nicio orientare care să umple două colțuri; pot umple fie un colț, fie niciun colț. Prin urmare, dacă se exclude piesa T, numărul maxim de colțuri care pot fi completate de cele șase piese rămase este de șapte (câte un colț pentru cinci piese, plus două colțuri pentru piesa L). Un cub are opt colțuri. Dar piesa T nu poate fi orientată pentru a umple doar acel colț rămas, iar orientarea ei astfel încât să nu umple niciun colț nu va duce, evident, la un cub. Prin urmare, T trebuie să umple întotdeauna două colțuri și există o singură orientare (reducând rotațiile și reflexiile) în care face asta. De asemenea, rezultă din faptul că, în toate soluțiile, cinci dintre cele șase piese rămase vor umple numărul maxim de colțuri, iar o piesă va umple cu unul mai puțin decât maximul său (aceasta este numită „piesa deficitară”).

## Alte figuri care pot fi construite cu piesele cubului Soma
Cu piesele jocului pot fi construite multe figuri formate din 27 de cuburi. Nu toate dintre cele pe care cineva le poate propune sunt și posibil de realizat, demonstrația matematică a imposibilității realizării unora se bazează pe considerente de paritate (de exemplu sunt necesare mai multe cuburi de colț decât dispune setul de piese). Martin Gardner enumeră ma multe exemple, ca: arcada, biserica, blocul modern de locuințe, cada, canapeaua, castelul, câinele, cristalul, crucea, fântâna, fotoliul, patul, piramida, portavionul, scorpionul, spânzurătoarea, șarpele, treptele, tunelul, turnul, vaporul, zgârie-norii (imposibil), zidul (1), zidul (2).

## Producție
Piet Hein a autorizat producția unei versiuni de lux, din lemn de trandafir a cubului Soma, fabricat de compania Skjøde Skjern (din Danemarca) a lui Theodor Skjøde Knudsen. Începând din 1967 a fost comercializat în SUA de producătorul de jocuri Parker Brothers. Tot ei, în anii 1970 au produs seturi de cuburi Soma din plastic în mai multe culori (albastru, roșu și portocaliu). Parker Brothers susținea că există 1 105 920 soluții posibile. Asta includea rotațiile și reflexiile fiecărei soluții, precum și rotațiile pieselor individuale. Puzzle-ul este vândut în prezent ca joc logic de Piet Hein Trading și de ThinkFun (fostă Binary Arts) sub numele Block by Block.

## Jocuri similare
Similar cu cubul Soma este jocul tridimensional pentomino, care poate umple paralelipipede de 2 × 3 × 10, 2 × 5 × 6 și 3 × 4 × 5 unități.
Cubul Bedlam este un puzzle cu 4 × 4 × 4 fețe format din douăsprezece pentacuburi și un tetracub. Cubul Diabolic este un puzzle de șase policuburi care pot fi asamblate împreună pentru a forma un singur cub 3 × 3 × 3.

## legături externe
- Materiale media legate de Cubul Soma la Wikimedia Commons
- en  Soma Cube web-based (in-browser) game Arhivat în 18 mai 2021, la Wayback Machine.
- en  Soma Cube android game
- en  Soma Cube Lite iOS game
- en  http://www.mathematik.uni-bielefeld.de/~sillke/POLYCUBE/SOMA/cube-secrets
- en  Eric W. Weisstein, Soma Cube la MathWorld.
- en  Thorleif's SOMA page
- en  SOMA CUBE ANIMATION by TwoDoorsOpen and Friends